# Крайні точки Андорри
Це список крайніх точок Андорри.

## Крайні точки
- Північна точка — Basers de Font Blanca (42°39′17″ пн. ш. 1°33′04″ сх. д.H G O)
- Південна точка — Conangle - Riu Runer (42°25′43″ пн. ш. 1°31′02″ сх. д.H G O)
- Західна точка — Coll de l'Aquell (42°29′11″ пн. ш. 1°24′32″ сх. д.H G O)
- Східна точка — Riu de la Palomera - Riu Arièja (42°34′26″ пн. ш. 1°47′10″ сх. д.H G O).

## Відносно рівня моря
- Найвища точка країни:  Кома-Педроса (Pic del Comapedrosa) — 2942 м (42°35′ пн. ш. 01°27′ сх. д.H G O) на заході країни біля кордону з Іспанією і Францією[2];
- Найнижча точка країни: (Conflent del riu Runer) — 840 м (42°26′ пн. ш. 01°29′ сх. д.H G O) долина річки Валіра на кордоні з Іспанією на півдні.